# صدام علی
صدام علی (انگلیسی: Sadam Ali؛ زادهٔ ۲۶ سپتامبر ۱۹۸۸) بوکسور اهل ایالات متحده آمریکا است. او متولد بروکلین در ایالات متحده از پدر و مادری یمنی است.